# Mimi Leder

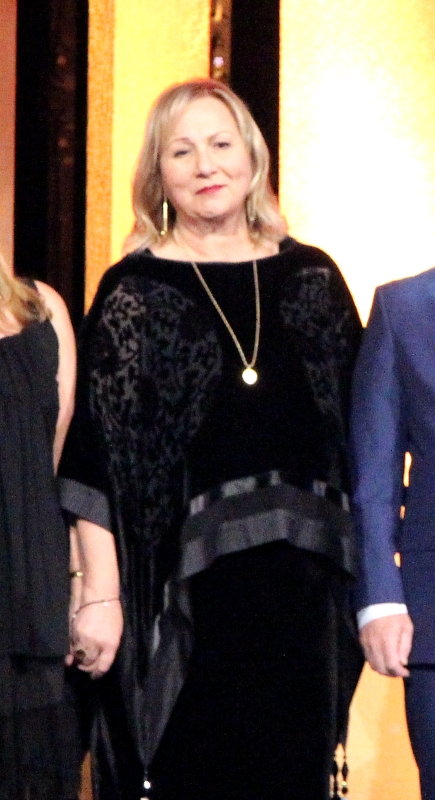
Mimi Leder bei den 75. Jährlichen Peabody Awards für The Leftovers

Mimi Leder (* 26. Januar 1952 in New York, New York) ist eine US-amerikanische Filmregisseurin.

## Leben
Mimi Leder ist eine Tochter des Regisseurs Paul Leder und ihrer Mutter Etyl Leder. Sie begann ihre Karriere in den 1970ern als Drehbuchautorin bei Projekten wie Spawn of the Slithis (1978) und Hill Street Blues (1981). 1986 begann Leder mit der Regie bei L.A. Law. In den 1990er Jahren führte sie bei rund einem Dutzend Episoden von Emergency Room Regie und gewann dafür Emmy Awards.
In den späten 1990er- und frühen 2000er-Jahren führte sie Regie bei mehreren Actionfilmen und Dramen wie Projekt: Peacemaker, Deep Impact und Das Glücksprinzip. Ihr Hauptaugenmerk liegt aber auf Fernsehproduktionen.
Das American Film Institute zeichnete sie 1999 mit dem Franklin J. Schaffner Award aus.
Leder ist mit Gary Werntz verheiratet und hat mit diesem eine Tochter, Hannah Werntz, welche in einigen von Leders Filmen mitgespielt hat.

## Filmografie (Auswahl)

### Fernseharbeiten
- 1986: Crime Story (Fernsehserie, Episode 2.19 The Hearings (4/5/88))
- 1986: L.A. Law – Staranwälte, Tricks, Prozesse (L.A. Law, Fernsehserie)
- 1988: China Beach (Fernsehserie)
- 1988: Schwestern – Ein neuer Anfang (Nightingales)
- 1988: Der Nachtfalke (Midnight Caller, Fernsehserie)
- 1991: Ein kleines Stück vom Himmel (A Little Piece of Heaven)
- 1992: Schuld kennt kein Vergessen (Woman with a Past)
- 1993: Teuflisches Spiel (House of Secrets; auch: Conspiracy of Terror)
- 1993: Rio Shannon – Der Traum meines Lebens (Rio Shannon)
- 1993: Als Baby entführt (There Was a Little Boy)
- 1993: Zum Töten freigegeben (Marked for Murder; auch: The Sandman)
- 1994: Eine Mutter verkauft ihr Baby (Baby Brokers)
- 1994: Emergency Room – Die Notaufnahme (ER, Fernsehserie)
- 1994: The Innocent – Jagd auf ein unschuldiges Kind (The Innocent)
- 2001: The Beast (Fernsehserie)
- 2002: Der Fall John Doe! (John Doe, Fernsehserie)
- 2014–2017: The Leftovers (Fernsehserie)
- 2019: The Morning Show (Fernsehserie)

### Kinofilme
- 1997: Projekt: Peacemaker (The Peacemaker)
- 1998: Deep Impact
- 1999: Sentimental Journey
- 2000: Das Glücksprinzip (Pay It Forward)
- 2003: Smoke & Mirrors
- 2009: The Code – Vertraue keinem Dieb (Thick as Thieves)
- 2018: Die Berufung – Ihr Kampf für Gerechtigkeit (On the Basis of Sex)